# Malta (Illinois)
Malta és una població dels Estats Units a l'estat d'Illinois. Segons el cens del 2000 tenia 969 habitants.

## Demografia
Segons el cens del 2000, Malta tenia 969 habitants, 372 habitatges, i 264 famílies. La densitat de població era de 984,6 habitants/km².
Dels 372 habitatges en un 34,7% hi vivien nens de menys de 18 anys, en un 58,6% hi vivien parelles casades, en un 6,5% dones solteres, i en un 29% no eren unitats familiars. En el 22% dels habitatges hi vivien persones soles el 10,8% de les quals corresponia a persones de 65 anys o més que vivien soles. El nombre mitjà de persones vivint en cada habitatge era de 2,6 i el nombre mitjà de persones que vivien en cada família era de 3,04.
Per edats la població es repartia de la següent manera: un 26,6% tenia menys de 18 anys, un 9,4% entre 18 i 24, un 31,8% entre 25 i 44, un 18,7% de 45 a 60 i un 13,5% 65 anys o més.
L'edat mediana era de 35 anys. Per cada 100 dones de 18 o més anys hi havia 96,4 homes.
La renda mediana per habitatge era de 45.417 $ i la renda mediana per família de 51.667 $. Els homes tenien una renda mediana de 40.260 $ mentre que les dones 23.611 $. La renda per capita de la població era de 20.839 $. Aproximadament el 4,3% de les famílies i el 6,8% de la població estaven per davall del llindar de pobresa.

## Poblacions properes
El següent diagrama mostra les poblacions més properes.